# فریتز سملمن
فریتز سملمن (انگلیسی: Fritz Semmelmann; ۲۴ ژوئیهٔ ۱۹۲۸ – ۱۷ ژوئن ۲۰۱۱) بازیکن فوتبال اهل آلمان بود.
وی همچنین در تیم ملی فوتبال زیر ۲۳ سال آلمان بازی کرده‌است.